# Ruff Ryders Entertainment
Ruff Ryders Entertainment – wytwórnia muzyczna oraz grupa muzyczna o nazwie Ruff Ryders, utworzona w Nowym Jorku. Została założona w 1988 roku przez rodzeństwo Chivon Dean, a także jej dwóch braci: Darrina „Dee” Deana i Joaquina „Waah” Deana. Nazewnictwo wytwórni pochodzi od pułku Rough Rider Regiment, którego podpułkownikiem był Theodore Roosevelt.

## Początki, rozwój
Założyciele wytwórni stali się sławni, dzięki sukcesom komercyjnym rapera DMX-a. Kilka lat po Born Loser, wydali jego singla "Make A Move". Później wyszły dwie jego pierwsze płyty It’s Dark and Hell Is Hot oraz Flesh of My Flesh, Blood of My Blood', które okazały się wielkim sukcesem komercyjnym. W późniejszym czasie zostały zatwierdzone jako kilkukrotna platyna. 
Wkrótce wydano również pierwszą składankę grupy muzycznej Ruff Ryders – Ryde or Die Vol. 1. Płyta osiągnęła duży sukces komercyjny i trafiła na szczyt listy sprzedaży Billboard 200. 2 czerwca 1999 r. uzyskała status platynowej płyty w Stanach Zjednoczonych.
Po sukcesie płyty Ryde or Die Vol. 1, wydawnictwo wydało następną produkcję rapera DMX-a, pt. ...And Then There Was X. Dla wytwórni nagrywali również: Drag-On (Opposite of H2O) czy Eve (Let There Be Eve...Ruff Ryders’ First Lady). W 2000 r. zespół muzyczny wydał kompilację pt. Ryde or Die Vol. 2.
Pod koniec 2001 wyszła trzecia składanka grupy pt. Ryde or Die Vol. 3: In the „R” We Trust.
W 2002 r. nakładem tejże wytwórni muzycznej ukazały się nagrania DVD: Thug Workout, The Documentary, a także mixtape Ruff Ryders Mixtape Vol. 1. Przez następne lata, wydawnictwo wydało nagrania takich osób jak: Swizz Beatz, Styles P, Sheek Louch, Jin czy  Yung Wun.
W 2003 roku grupa muzyczna Ruff Ryders wydała zbiór piosenek (składanka) Unfinished Business Vol. 1 (tylko w Wielkiej Brytanii). Także w tym roku, zrezygnował z umowy wydawniczej muzyk Sheek, by kontynuować swoją karierę muzyczną. Jednak pozostał jako członek zespołu hip-hopowego The Lox, który był związany kontraktem z wytwórnią. W tym roku pojawiła się też druga składanka zatytułowana No Love Vol. 1.
W 2005 zespół muzyczny Ruff Ryders, powrócił z albumem The Redemption Vol. 4, który był promowany przez single „Get Wild” i „Stay Down”, a także mixtape’y osoby Big Mike'a. Grupa nie zdołała jednak powtórzyć swojego sukcesu komercyjnego z 1999 roku. Produkcja Redemption zadebiutowała na 40 miejscu listy sprzedaży Billboard 200. W międzyczasie z grupy odeszli Fiend, Parlé oraz Jin, który odszedł z wydawnictwa z powodu zbyt małej sprzedaży albumu The Rest Is History.
Rok później Ruff Ryders nagrali mixtape z udziałem DJ-a Absolut, We in Here (Official Ruff Ryder Mixtape).
W 2007 z grupy odszedł Drag-On, zarzucając wytwórni wydanie tylko dwóch albumów w ciągu 10 lat współpracy. Z wytwórnią rozwiązał kontrakt też raper Styles P, pozostając w niej jako część grupy The Lox. W wywiadzie z XXL Magazine wyjaśnił, że powodem było to, że choć na scenie jest długo, nie zarobił zadowalającej ilości pieniędzy.
W jednym z wywiadów Swizz Beatz powiedział, że aktualnie pracuje nad kolejną płytą grupy. W tym samym roku od Ruff Ryders odszedł również Infa.Red. W wywiadzie powiedział, że powodem było to, że przez blisko 10 lat, nie wydali żadnej jego płyty.
W 2011 nakładem nowej wytwórni pod Ruff Ryders, Ruff Ryders Indy, wydana została kolejna składanka, „Ruff Ryders Past Present Future”. Wystąpili na niej starsi członkowie grupy - DMX, The Lox, Drag-On, Eve i Swizz Beatz, a także nowsi, w tym Murda Mook (jako po prostu Mook), Shella, Hugo. Jedynym gościnnie występującym wykonawcą jest Akon na singlu „Freaky” promującym płytę.

## Lifestyle
W różnych miejscach na świecie powstają grupy powiązane z Ruff Ryders, zwane lifestyle'ami. Wiele z nich nagrywa i zamieszcza w internecie amatorskie filmy przedstawiające jazdę na motocyklach, chociażby z L.E.S.. Niektóre grupy, na przykład hawajskie (założycielem jest Aaron Banks) tworzą muzykę. Nagrali nawet teledysk do swojego remiksu „Spit Your Game” Ś.P. rapera Biggiego, w którym wystąpili Supreme, Young Throwed i Young Chef.